# Дитрих (Изенбург-Браунсберг)
Вижте пояснителната страница за други личности с името Дитрих.
Дитрих фон Изенбург-Браунсберг (на немски: Dietrich von Isenburg-Braunsberg; * ок. 1211; † ок. 1254) е граф на Изенбург-Браунсберг.

## Биография
Той е вторият син на граф Бруно I фон Изенбург-Браунсберг († 1210) и съпругата му Теодора фон Вид († сл. 1218), дъщеря на граф Дитрих I фон Вид. Брат му Арнолд (1190 – 1259) е от 1242 г. архиепископ и курфюрст на Трир.
На 5 март 1243 г. чичо му Лотар фон Вид преписва имотите си на Дитрих и брат му Бруно II. Те го наследяват според договора от 27 ноември 1240 г., заедно с братовчедите им Готфрид II и Герхард II фон Епщайн.
Дитрих основава „линията Нидер-Изенбург“. По-големият му брат Бруно II (1179 – 1256) основава втората графска фамилия цу Вид.
Дитрих се жени за графиня Юта фон Цвайбрюкен († 1275), дъщеря на граф Хайнрих I фон Цвайбрюкен († 1228) и принцеса Хедвига Лотарингска († сл. 1228), дъщеря на херцог Фридрих I от Лотарингия. Те нямат деца.